# Хомбург (Саар)
Хомбург (нем. Homburg, фр. Hombourg) — город в Германии, районный центр, расположен в земле Саар.
Входит в состав района Саарпфальц. Население составляет 41 822 человек (на 30 июня 2017 года). Занимает площадь 82,64 км². Официальный код — 10 0 45 114.
Город подразделяется на 9 городских районов:
- Бедэн
- Брухгоф-Санддорф
- Айнёд
- Эрбах
- Егерсбург
- Киррберг,
- Рейскирхен
- Шварценбах
- Вёршвейлер

В городе находится старейший завод и штаб-квартира немецкой пивоваренной группы Karlsberg (не путать с датской группой Carlsberg).

## Известные уроженцы города
- Якозитц, Михаэль — Олимпийский чемпион по стрельбе (1992)
- Курт Конрад — политик (СПД)
- Лаура Штайнбах — немецкая гандболистка
- Хельмут Леппин (1933—2007) — немецкий искусствовед

## Города-побратимы
- Ла Боль, Франция[2]
- Ильменау, Германия[2]
- Альбано-Лациале, Италия[2]

## Рост населения
| 1814 | 1905 | 1938   | 1945   | 1973   | 2003   | 2007   |
| 2900 | 9400 | 20 100 | 19 600 | 33 600 | 46 000 | 44 000 |

В Хомбурге живёт относительно большая диаспора русскоязычных, а также относительно большая диаспора турок и югославов.